# 陈海松
陈海松（1914年正月十九—1937年3月12日），中国湖北省黄安县（今属湖北省大悟县黄站镇）人，中国工农红军高级军官，中国共产党革命烈士。
1930年，陈海松参加当地红军儿童团，同年7月加入红四军，1931年加入中国共产党，任机枪连指导员。因作战勇敢，1933年春被提升为三十六团三营政委、团政委。不久，在张国焘发动的白雀园肃反中被株连，幸得何畏和徐向前说情，未遭处决。
1933年，红四方面军转战川陕苏区，其间陈率2个连阻击田颂尧部5个团三昼夜，歼敌1500人，立下奇功，恢复原职。7月，陈被提升为红二十五师政委。1934年底，陈升任红九军政委，后率部参加长征。
1936年10月，红军三大主力会师后，红九军奉命参加西路军，西渡黄河作战。1937年3月12日，陈在甘肃梨园堡阻击敌军时阵亡。